# Centro-Oeste (region)
Centro-Oeste beskriver den central-vestlige region i Brasilien som består af delstaterne Goiás, Mato Grosso og Mato Grosso do Sul samt Distrito Federal hvor Brasiliens hovedstad Brasília ligger.

## Fakta
- Areal: 1.612.077,2 km² (28,3%)
- Befolkning: 11.616.750 indb. (7,2 indb./km²; 6,4%)
- BNP: ~40 mia. US$ (8%)
- Klima: Savanneklima (varmt, med relativt lidt nedbør gennem året) øst og nordøst i regionen. Tropisk i vest.
- Største byer: Brasília (2.043.169); Goiânia (1.090.737); Campo Grande (662.534); Cuiabá (483.044); Aparecida de Goiânia (335.849); Anápolis (287.666), Corumbá (95.704)
- Økonomi: Turisme, landbrug og kvægavl.

14°47′S 53°31′V / 14.78°S 53.52°V